# Toreby (Sverige)
 Denne artikel omhandler byen Toreby i Sverige. Opslagsordet har også en anden betydning, se Toreby.
Toreby er en bebyggelse i Harestads socken i Kungälvs kommun i Västra Götalands län i Sverige.
Fra 1995 afgrænsede SCB her en småort, men i 2015 ændrede SCB metoden til at udarbejde småortsstatistik, hvorefter Toreby ikke længere betragtes som en småort. Fra 2023 klassificeres bebyggelsen igen som en småort.